# Aonla
Aonla (o Aonla Kila) è una suddivisione dell'India, classificata come municipal board, di 45 263 abitanti, situata nel distretto di Bareilly, nello stato federato dell'Uttar Pradesh. In base al numero di abitanti la città rientra nella classe III (da 20 000 a 49 999 persone).

## Geografia fisica
La città è situata a 28° 16' 60 N e 79° 9' 0 E e ha un'altitudine di 166 m s.l.m.

## Società

### Evoluzione demografica
Al censimento del 2001 la popolazione di Aonla assommava a 45 263 persone, delle quali 23 755 maschi e 21 508 femmine. I bambini di età inferiore o uguale ai sei anni assommavano a 7 967, dei quali 4 341 maschi e 3 626 femmine. Infine, coloro che erano in grado di saper almeno leggere e scrivere erano 18 538, dei quali 11 297 maschi e 7 241 femmine.